# هارلينغتون (بيدفوردشير)
هارلينغتون (بالإنجليزية: Harlington, Bedfordshire)‏ هي قرية وأبرشية مدنية تقع في المملكة المتحدة في إنجلترا. يقدر عدد سكانها بـ 2,260 نسمة .

## أعلام
- روجر هاموند
- جون جي